# Jerry Kramer
Gerald Louis Kramer, detto Jerry (Jordan, 23 gennaio 1936), è un ex giocatore di football americano statunitense che ha giocato nel ruolo di offensive guard per tutta la carriera con i Green Bay Packers della National Football League (NFL). È stato introdotto nella Pro Football Hall of Fame nel 2018.

## Carriera professionistica
Kramer fu scelto nel corso del quarto giro, 39º assoluto, del Draft NFL 1958 dai Green Bay Packers. I Packers scelsero altri due futuri Hall of Famer in quel draft: il fullback Jim Taylor da LSU nel secondo giro e il linebacker Ray Nitschke da Illinois nel terzo giro. Kramer giocò ogni partita della sua stagione da rookie ma la squadra terminò con il peggior record tra le 12 squadre della lega (1-10-1). Nel gennaio 1959, i Packers annunsero un nuovo capo-allenatore, Vince Lombardi, ex coordinatore offensivo dei New York Giants.
Con Kramer nel ruolo di guardia destra, i Packers vinsero cinque campionati NFL, inclusi i primi due Super Bowl della storia. Fu anche il kicker della squadra nelle stagioni 1962, 1963 e parte del 1968.
Nel corso della sua carriera, Kramer si infortunò spesso ma riuscì comunque a disputare 129 partite di stagione regolare, malgrado 22 interventi chirurgici in 11 stagioni, inclusa una colostomia. Votato per 6 volte nella formazione ideale della stagione All-Pro (1960, 1962, 1963, 1966, 1967 e 1968), fu inoltre inserito nella formazione ideale del 50º anniversario della NFL.

## Palmarès
- (3) Campionati NFL (1961, 1962, 1965)
- (2) Vincitore del Super Bowl, (I, II)
- (3) Pro Bowl selection
- (5) First-team All-Pro selection (1960, 1962, 1963, 1966, 1967)
- (1) Second-team All-Pro selection (1968)
- Formazione ideale del 50º anniversario della NFL
- Formazione ideale della NFL degli anni 1960
- Numero 64 ritirato dagli Idaho Vandals
- Pro Football Hall of Fame (classe del 2018)